# Борджиа (телесериал, Великобритания)
«Бо́рджиа» (англ. The Borgias) — британский телесериал, созданный BBC в 1981 году совместно с Second Network итальянского телеканала RAI. Сериал спродюсирован Марком Шивасом и состоит из десяти эпизодов.
Сериал рассказывает историю папы римского Александра VI (Адольфо Чели) и его детей, кардинала Чезаре Борджиа (Оливер Коттон) и Лукреции Борджиа (Энн-Луиз Ламберт). Он охватывает период с 1492 года, когда Родриго Борджиа был избран папой, по 1507 года, когда погиб Чезаре.

## В ролях
- Адольфо Чели — папа Александр VI
- Оливер Коттон — кардинал Чезаре Борджиа
- Альфред Бёрк — кардинал Джулиано делла Ровере
- Энн-Луиз Ламберт — Лукреция Борджиа
- Джордж Камилье — Хуан Борджиа
- Луис Селвин — Джоффре Борджиа
- Барбара Шелли — Ванноцца деи Каттанеи
- Серетта Уилсон — Джулия Фарнезе